# Oxytropis inschanica
Oxytropis inschanica är en ärtväxtart som beskrevs av Hiang Chian Fu och S.H.Cheng. Oxytropis inschanica ingår i släktet klovedlar, och familjen ärtväxter. Inga underarter finns listade i Catalogue of Life.